# Římskokatolická farnost Cetoraz
Římskokatolická farnost Cetoraz je zaniklým územním společenstvím římských katolíků v rámci pelhřimovského vikariátu českobudějovické diecéze, které bylo v rámci reformy církevní správy k 1. lednu 2020 sloučeno s farností Pacov.

## O farnosti

### Historie
Plebánie v Cetorazi se připomíná poprvé v roce 1359, k roku 1384 se místní kostel připomíná jako farní.
V roce 1671 byla Cetoraz společně s Pošnou filiálkou farnosti v Pacově v rámci Veselského vikariátu (název podle Veselí nad Lužnicí). O dva roky později byl vikariát přejmenován na Soběslavský, do kterého v roce 1675 přibyla nejprve administratura Cetoraz, v roce 1677 již obsazená farářem. V následujících letech se zde střídali faráři s administrátory, než byla farnost roku 1724 trvale osazená farářem. Přehled nejstarších duchovních správců:
- 1675 Joan. Carol. Bielyus, administrátor
- 1677 Joan. Franc. Jos. Wissek, farář
- 1681 Andreas Christian Stell, farář
- 1683 Venc. Bernard Duchoslaw, administrátor

(1688–1696 faráři)
- 1688 Paul. Adalb. Boczek
- 1690 Franc. Gedowsky (též Gedowski)
- 1692 Ant. Schowansky
- 1694 Jacob Jos. Suchetius
- 1696 Maximilian Venc. Bubla

(1700–1723 administrátoři)
- 1700 Benedict. Diedek (též Dedek) z řádu cisterciáků, roku 1703 jmenován farářem
- 1702 Simon Carol. Freyka
- 1704 Vit. Ant. Welisch
- 1708 Mathias Franc. Grimmer (též Grymmer), 1719 farářem
- 1720 Carol. Worell
- 1721 Andreas Joan. Kodin (též Kodyn)
- 1724 Nicol. Joann. Spettl (též Spetl), farář

Nejstarší dochované matriky jsou z roku 1680, kdy k území farnosti patřily vsi Babčice, Bedřichov, Bradáčov, Dolní a Horní Hořice, Dolní a Horní Světlá, Domamyšl, Hartvíkov, Hrobská Zahrádka, Lhotka, Malešín, Malý a Velký Ježov, Oblajovice, Osikovec, Pojbuky, Prasetín, Těchobuz, Velká Černá, Velká Rovná, Vodice a Zadní Lomná. Tehdy v oblasti řádil mor, při němž ve farnosti zemřelo 76 osob, z toho více než 50 dětí.
V polovině 19. století byla farnost součástí Pacovského vikariátu v Arcipresbyteriátu Táborském. V letech 1855–1864 se zde připomíná farář P. Vincenc Janda (* 9. března 1803 † 25. prosince 1864 Cetoraz), biskupský notář. Po něm převzal farnost dřívější kaplan v Pacově P. Josef Vozobule, který však zemřel o dva roky později (* 7. srpna 1818 Volyně † 31. března 1867 Cetoraz). Následoval P. Jan Beran, bývalý administrátor ve Zhoři, který ve farnosti sloužil ještě v roce 1888.
Barokní budova patrové fary čp. 7 z druhé poloviny 18. století, obdélného půdorysu, s fasádami členěnými lizénami, byla jako chátrající stržená na začátku 80. let 20. století. Na faře se připomínal obraz z konce 17. století s námětem Založení strahovského kláštera, signovaný SIF.
Cetoraz jako součást pacovského panství získal v roce 1835 Maximilán Bedřich Gudenus s manželkou, od nichž přešlo panství v roce 1844 do držení knížat Löwenstein-Wertheim-Freudenberg. Poslední, kdo držel pacovský velkostatek od 70. let 19. století až do roku 1945, byl JUDr. Adolf Weiss-Tessbach a jeho dědicové. Představitelé těchto rodin měli patronátní právo ke kostelu i faře.
V průběhu 20. století přestal být do farnosti ustanovován sídelní duchovní správce. Farnost byla spravována excurrendo z Pacova. Jako poslední administrátoři zde působili P. Mgr. Jaromír Stehlík (do roku 2008), P. Mgr. Tomáš Hajda (2008–2014) a P. Mgr. Jaroslav Šmejkal (od roku 2014 do zrušení farnosti).

## Kostely a kaple na území farnosti
| Obrázek | Kostel                 | Místo            | Bohoslužba             | Bohoslužba             | Poznámka                                           |
| ------- | ---------------------- | ---------------- | ---------------------- | ---------------------- | -------------------------------------------------- |
|         | Kaple                  | Bedřichov        | neslouží se pravidelně | neslouží se pravidelně | novogotická obecní kaple z 2. poloviny 19. století |
|         | Kostel svatého Václava | Cetoraz          | neděle                 | 8.00                   | bývalý farní kostel                                |
|         | Kaple                  | Hrobská Zahrádka | neslouží se pravidelně | neslouží se pravidelně | obecní kaple                                       |
|         | Kaple                  | Malešín          | neslouží se pravidelně | neslouží se pravidelně | obecní kaple                                       |
|         | Kaple                  | Velká Rovná      | neslouží se pravidelně | neslouží se pravidelně | obecní kaple                                       |